# Lacul Bâlea

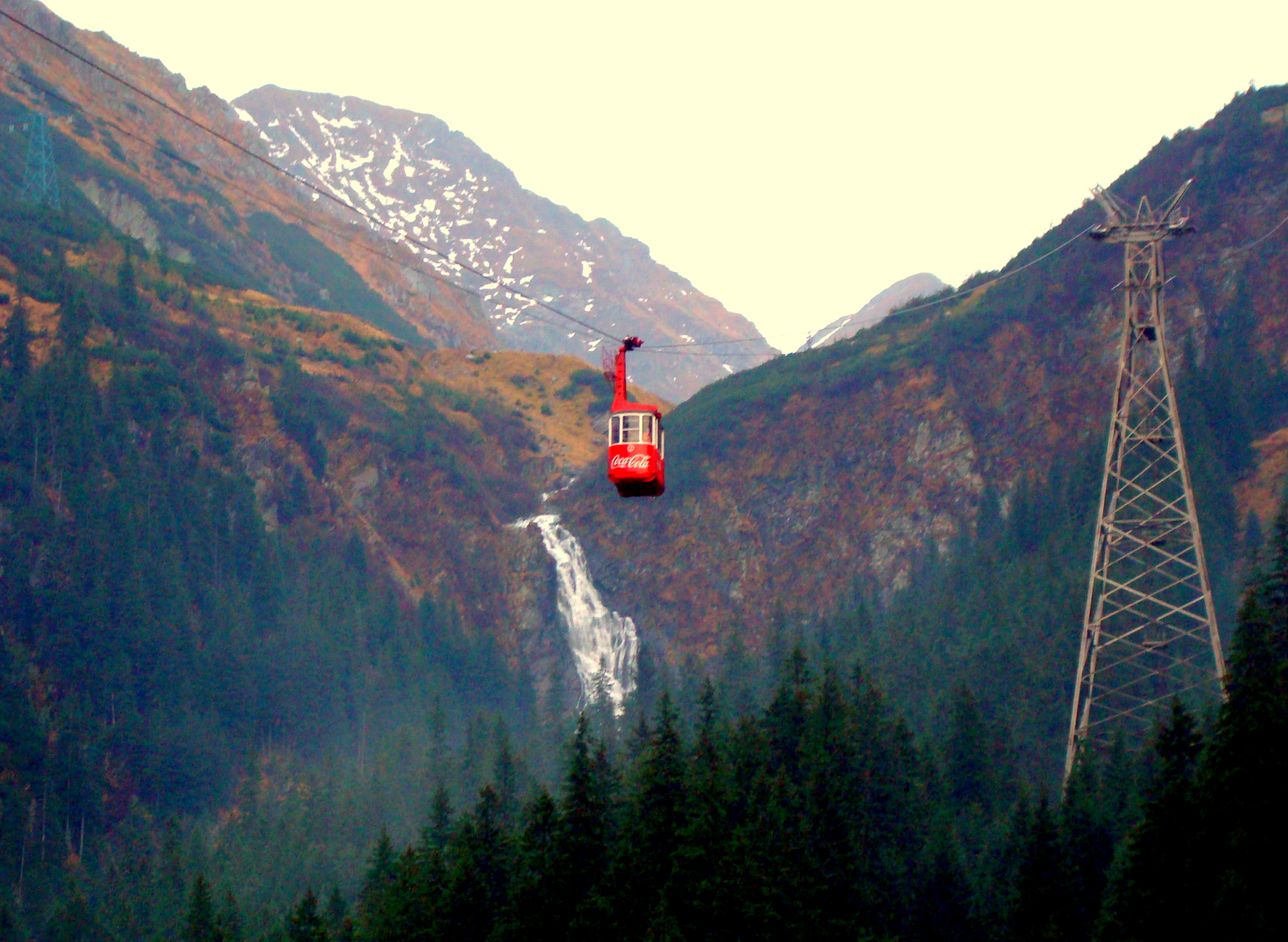
Telecabina Bâlea Lac–Bâlea Cascadă

Lacul Bâlea este un lac glaciar (format în circ glaciar) situat la o altitudine de 2034 m, în Munții Făgăraș, Județul Sibiu. 
Dimensiunile lacului sunt: 360 m în lungime, suprafața de 46508 m2 și adâncimea de 11,35 m.
În anul 1932 lacul Bâlea și o suprafață de circa 4.7 ha în jurul lacului au fost declarate rezervație naturală.
Cea mai veche atestare a unei ascensiuni în acest masiv a fost consemnată de către doctorul G. Lindner în jurul anului 1700, în regiunea Bâlea-Valea Doamnei. Înainte de anul 1750 o nouă mențiune precizează prezența în zonă a căpitanului Jacob Zultner, cu scopuri geografice și legate de trasarea graniței.
Un rol important în promovarea turismului l-a avut în această zonă Societatea Carpatină a Transilvaniei (SKV) – Siebenbürgischer Karpatenverein – înființată la Sibiu în anul 1880. SKV a construit mai multe drumuri de acces în munte, a efectuat un număr important de marcaje și a organizat numeroase ascensiuni de vară și iarnă, multe dintre ele în premieră. În anul 1975, pentru facilitarea accesului la cabană și la traseele de creastă, s-a amenajat linia de telecabină.
Lacul Bâlea se află la circa 77 km de la orașele Sibiu, 68 km Făgăraș și 85 km de la Curtea de Argeș. În timpul verii se poate ajunge cu automobilul, pe drumul Transfăgărășan, iar în restul timpului cu telecabina, de la cabana Bâlea Cascadă din apropierea cascadei Bâlea. În Munții Făgăraș se mai află și lacurile Capra, Podrăgel, Podragu, Avrig, Urlea, etc.
În anul 2006 a fost construit în apropierea lacului Bâlea primul hotel de gheață din Europa de Est în forma unui iglu de 16 locuri. Acesta se construiește în fiecare an, în timpul iernii, în perioada ianuarie - martie, din blocurile de gheață luate din lacul Bâlea. 

## Vezi și

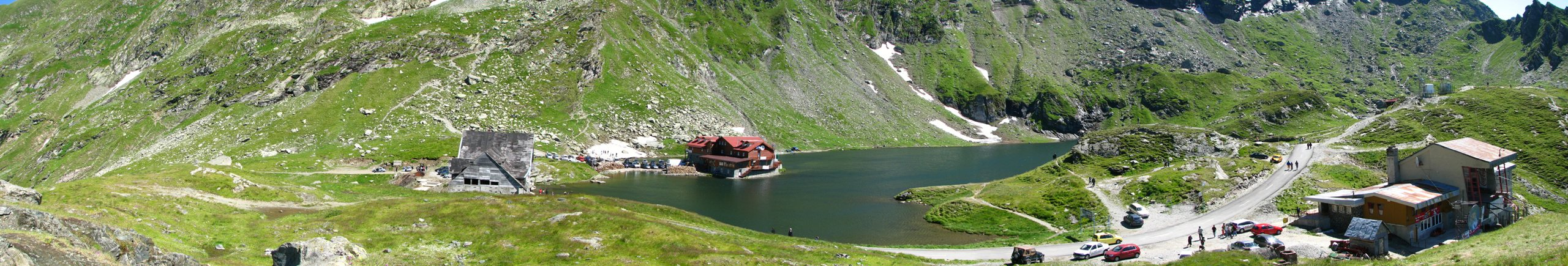
Vedere panoramică a lacului Bâlea